# Villa chromolepida
Villa chromolepida är en tvåvingeart som beskrevs av Cole 1923. Villa chromolepida ingår i släktet Villa och familjen svävflugor.
Artens utbredningsområde är Kalifornien. Inga underarter finns listade i Catalogue of Life.